# Serrapinnus piaba
Serrapinnus piaba är en fiskart som först beskrevs av Lütken, 1875.  Serrapinnus piaba ingår i släktet Serrapinnus och familjen Characidae. Inga underarter finns listade i Catalogue of Life.